# Pepibican (planetka)
(10634) Pepibican je planetka nacházející se v hlavním pásu asteroidů. Objevila ji česká astronomka Lenka Šarounová 8. dubna 1998. Byla pojmenována podle českého fotbalisty Josefa Bicana. Kolem Slunce oběhne jednou za 3,93 let.